# Прахатице (район)
Район Прахатице (чеш. Okres Prachatice) — один из 7 районов Южночешского края Чехии. Административным центром является город Прахатице. Площадь составляет 1375,03 км², население — 52 027 человек (плотность населения — 37,84 человек на 1 км²). Район состоит из 65 населённых пунктов, в том числе из 6 городов, в том числе Вимперк .

## Населённые пункты

### Города
Вимперк - Влахово-Бржези - Волари - Гусинец - Нетолице - Прахатице

### Местечки
Дуб - Льгенице - Стражни - Струнковице-над-Бланици

### Общины
Бабице -
Богумилице -
Богунице -
Борова-Лада -
Бошице -
Будков -
Бук -
Бушановице -
Вацов -
Витеёвице -
Врбице -
Горни-Вльтавице -
Грахолуски -
Двори -
Дрславице -
Жаровна -
Жельнава -
Жерновице -
Заблати -
Забрди -
Залезли -
Збитини -
Здиков -
Квильда -
Кратушин -
Кршиштянов -
Ктиш -
Кубова-Гуть -
Лажиште -
Ленора -
Липовице -
Лужице -
Льчовице -
Магоуш -
Маловице -
Мичовице -
Небагови -
Немчице -
Ницов -
Нова-Пец -
Нове-Гуте -
Ольшовице -
Печнов -
Радгостице -
Свата-Маржий -
Стахи -
Стожец -
Тврзице -
Тешовице -
Уездец -
Хваловице -
Хлумани -
Хроболи -
Чкине -
Шумавске-Гоштице

## Памятники культуры
К наиболее посещаемым памятникам культуры, расположенным на территории района Прахатице, относятся следующие:
|                  |
| Замок Кратохвиле |